# Gianni Caldana
Gianni Caldana   (Vicenza, 29 de novembre de 1912 - Desenzano del Garda, 6 de setembre de 1995) va ser un atleta italià que va competir durant la dècada de 1930.
El 1936 va prendre part en els Jocs Olímpics de Berlín, on va disputar tres proves del programa d'atletisme. Va guanyar la medalla de plata en els 4x100 metres relleus, on formà equip amb Orazio Mariani, Elio Ragni i Tullio Gonnelli; fou dotzè en el salt de llargada i quedà eliminat en sèries en els 110 metres tanques.
En el seu palmarès també destaquen cinc campionats nacionals en els 110 metres tanques.

## Millors marques
- 110 metres tanques. 14.7" (1940)
- Salt de llargada. 7m 50cm (1936)[1][3]